# Эпизод, где улетает Суперпёс
«Эпизод, где улетает Суперпёс» (англ. The One Where Underdog Gets Away) — девятый эпизод 1 сезона сериала «Друзья», транслируемого на канале NBC. Впервые показан 17 ноября 1994 года. Неофициальное название — «Эпизод с неудавшимся Днём благодарения».
Серия повествует о подготовке друзей ко Дню благодарения: Джоуи снимается в медицинской рекламе, но не знает в какой роли; Рэйчел пытается заработать на праздники; Моника впервые хочет приготовить праздничный ужин. Планы рушатся, когда все решают посмотреть на воздушный шар.
Это первый эпизод из неофициальной серии эпизодов, посвященный праздникам (День благодарения, Рождество, Новый год). Серии, связанные с Днём благодарения есть в каждом из 10-ти сезонов.
В данной серии Джейн Сиббетт впервые появляется в роли бывшей жены Росса.
Эпизод занял 32-е место среди всех 236-ти серий сериала.

## Сюжет
Рэйчел пытается выпросить у начальника 100 $ авансом для того, чтобы отправиться с родными в горы на День благодарения. Тот вынужден сказать ей, что она ужасная официантка, это подтвердили и все присутствующие в кафе.
В кофейню к ребятам приходит Моника и сообщает Россу, что их родители улетают в Пуэрто-Рико на праздники и следовательно, семейный ужин отменяется. Заходит Джоуи с макияжем — он модель для рекламы в бесплатных медицинских учреждениях, однако, он еще не знает, «какая болезнь ему достанется». Моника предлагает Россу самой организовать праздничный ужин, тот просит сделать пюре с комочками, «как мама делает». Ребята делятся планами на праздники: Джоуи собирается к родителям, Фиби обычно отмечает с бабушкой, но так как любовник бабушки будет отмечать праздники только в декабре (по лунному календарю), то Фиби останется у Моники, Рэйчел все ещё собирается в Вейл (Колорадо) на лыжи.
Росс приходит к Кэрол домой, но его встречает Сьюзан (Кэрол на собрании). Они пытаются побеседовать, но из-за взаимной неприязни ничего не выходит. Вдруг он замечает детскую книгу про Черепашку Ёртла, оказывается Сьюзан читает её неродившемуся малышу. Росс смеётся над этим, но в квартире у Моники рассказывает друзьям о своих переживаниях, что ребенок не будет его узнавать.
Приходит расстроенная Рэйчел — она ничего не заработала для горнолыжного отдыха. Моника вручает ей конверт с деньгами для поездки, оказывается все ребята скинулись для Рэйчел.  После чего Моника вручает Чендлеру пакет с традиционным для него «праздничным ужином»: томатный суп, жаренный сыр в тостах и луковые кольца. Чендлер ненавидит День благодарения, так как в этот день, когда ему было 9 лет, его родители объявили о разводе. Росс спорит с Фиби из-за батата.
В метро Джоуи замечает симпатичную девушку, которая как и он когда-то рекламировала духи в Мэйси. Они флиртуют, но девушка замечает рекламный плакат с Джоуи, а на нем надпись «Что скрывает Марио? Венерические болезни. Ты никогда не знаешь у кого они есть». Оказывается подобные плакаты развешаны по всему городу и теперь семья Джоуи думает, что он на самом деле болен и не хочет видеть его на праздники.
В квартире Моники идет подготовка к праздничному ужину: Моника и Фиби на кухне, Росс волнуется перед «разговором с малышом», Рейчел уже купила билеты на самолет, Чендлер отстранен от праздничной суматохи. Джоуи просит Монику приготовить картофельные шарики, как обычно делает его мама. Росс уходит к Кэрол. Фиби взбивает пюре миксером, Моника в шоке, ведь Росс просил с комочками. Фиби оправдывается, что хотела сделать так как её мама. Моника обещает сделать три вида картофеля для каждого: пюре с комочками для Росса, картофельные шарики для Джоуи и пюре с луком и горошком для Фиби. Рэйчел готова к вылету. В это время забегает Чендлер и сообщает, что большая надувная кукла Суперпса (анг. Underdog) оторвалась от платформы на параде и пролетает над городом, он предлагает всем посмотреть на это. Все выбегают из квартиры.
Росс пытается поговорить с малышом в животе Кэрол, но у него ничего не получается до тех пор, пока Кэрол не приводит в пример Сьюзен. Росс начинает петь песенку, а малыш отзывается первым пинком.
Когда ребята возвращаются, то обнаруживают, что дверь в квартиру захлопнулась, а ведь там документы Рэйчел и включенная духовка с едой. Джоуи вспоминает, что есть запасной ключ. Пока дверь пытались открыть, друзья переругались: Моника взорвалась из-за перенапряжения, вся еда сгорела, а самолет Рэйчел улетел. Приходит Росс, все снова начинают ссориться.
В напряженной обстановке все сидят в квартире Моники, Фиби замечает, что Уродливый голый мужик празднует День благодарения с «Уродливой голой девчонкой». Ребята примиряются, делят праздничный ужин Чендлера между собой. Чендлер произносит тост: он рад, что у всех накрылись праздничные выходные, так как теперь они могут провести их вместе.
Джоуи снова в метро, он пытается избавиться от неудобной подписи на плакате, отрывая нижние части: сначала попадается «Проблемы с мочевым пузырем?», потом «Остановите избиение жён», «Геморрой?» и последним оказывается «Победитель 3-х наград Тони», что устраивает Джоуи.

## В ролях

### Основной состав
- Дженнифер Энистон — Рэйчел Грин
- Кортни Кокс — Моника Геллер
- Лиза Кудроу — Фиби Буффе
- Мэтт Леблан — Джоуи Триббиани
- Мэттью Перри  — Чендлер Бинг
- Дэвид Швиммер — Росс Геллер

### Эпизодические роли
- Джейн Сиббетт — Керол
- Джессика Хект — Сьюзен
- Макс Райт — Терри, управляющий Центральной кофейни
- Лара Харрис[англ.] — девушка в метро

## Музыка
- Когда, Джоуи стоит рядом с плакатом в метро, играет «Don't Stand So Close to Me» The Police[6].
- Песня, которую Росс напевает ребенку — заглавная тема телесериала The monkees (1966-1968)[1].

## Особенности сценария
- В одном из следующих эпизодов, плакат с надписью «Что скрывает Марио?» до сих пор висит на улице, по которой прогуливаются Моника и Фиби[1].

## Приём
В оригинальном вещание (США) эпизод просмотрели 23,1 млн. телезрителей.
В рейтинге всех 236-ти серий этот эпизод занимает 32 строчку, что делает его 2-м (после «Эпизода, в котором выключается свет», s01e07) по популярности эпизодом первого сезона.

### Награды
Эпизод получил «Эмми» за сценарий Гринштейна и Штраусса.

## Внешние ссылки
| Предыдущий: Эпизод, где Нана умирает дважды | список эпизодов сериала «Друзья» | Следующий: Эпизод с обезьяной |